# Karl Bøgholm
Karl Bøgholm (født 11. juli 1898 i København, død 16. februar 1976 i Espergærde) var en dansk redaktør og politiker.
Bøgholm var søn af filolog og professor Niels Bøgholm (1873-1957) og Dorthea Lund (1874-1950). Han blev student fra Birkerød i 1916 og cand.mag. med historie som hovedfag fra Københavns Universitet i 1924. Undervejs i studiet havde han et udlandsophold ved universitet i Grenoble i 1920. Efter sin embedseksamen begyndte Bøgholm at skrive artikler til danske og udenlandske aviser og tidsskrifter og en række bøger. Han var også på mange udlandsrejser og holdt foredrag. Han var ansat ved Berlingske Tidende 1931-1935 og Den konservative Generalkorrespondance (Det Konservative Folkepartis pressetjeneste) 1935-1942. Han var redaktør af Konservativ Ungdom 1935-1936 og af Det frie Nord 1942-1944.
Bøgholm var folketingskandidat for det Det Konservative Folkeparti fra 1935 og medlem af Folketinget i omkring 18 år sammenlagt fordelt på 5 perioder fra 1943 til 1971. Hans politiske virksomhed var præget af udenrigspolitik. Han var vicepræsident for Europas parlamentariske union i 1947, var flere gange delegeret ved FN's generalforsamling og Europarådet, og var 1971-1972 formand den den delegetion i Europarådet. Han havde også en stor andel i udarbejdelsen af København-Bonn-erklæringerne fra 1955 om de danske og tyske mindretal syd og nord for den dansk-tyske grænse.